# Бриникел
Бриникел (фр. Bruniquel) насеље је и општина у јужној Француској у региону Миди Пирене, у департману Тарн и Гарона која припада префектури Монтобан.
По подацима из 2011. године у општини је живело 620 становника, а густина насељености је износила 18,67 становника/km². Општина се простире на површини од 33,2 km². Налази се на средњој надморској висини од 130 метара (максималној 382 m, а минималној 90 m).

## Демографија
| 1962. | 1968. | 1975. | 1982. | 1990. | 1999. | 2011. |
| ----- | ----- | ----- | ----- | ----- | ----- | ----- |
| 449   | 515   | 478   | 446   | 469   | 561   | 620   |

График промене броја становника у току последњих година